# Stosunek przerywany
Stosunek przerywany (łac. coitus interruptus) – metoda zapobiegania ciąży, polegająca na celowym szybkim wycofaniu penisa z pochwy na krótko przed zbliżającym się wytryskiem nasienia (ejakulacją). W efekcie nasienie – i zawarte w nim plemniki – nie trafiają do pochwy. Jest to bardzo niepewny sposób antykoncepcji, gdyż wydzielina wydobywająca się z prącia jeszcze przed wytryskiem (preejakulat) może zawierać plemniki, a nadto często nie udaje się partnerowi wycofać penisa przed rozpoczęciem wytrysku. Wskaźnik Pearla dla stosunku przerywanego ocenia się na 15-28, a przy perfekcyjnym użyciu 4. Stosunek przerywany nie chroni przed zakażeniami.
Przez wiele lat wyniki badań nie wykazywały obecności żywych plemników w  preejakulacie. Najnowsze badania kliniczne (2011) wskazują jednak, że preejakulat może zawierać żywe plemniki zdolne do zapłodnienia. Dlatego, jak podsumowują autorzy tych studiów, stosunek przerywany nie jest skuteczną metodą antykoncepcji i właściwa antykoncepcja powinna być stosowana od samego początku stosunku.
Uprawianie stosunku przerywanego wiąże się często z brakiem pełnego orgazmu, zwłaszcza u kobiet, a u mężczyzn może być źródłem frustracji. Zatem cel stosunku przerywanego (osiągnięcie satysfakcji seksualnej) nie jest w pełni osiągany. Uprawianie stosunków przerywanych może powodować u kobiety oziębłość płciową, zwłaszcza jeśli do wytrysku dochodzi bardzo szybko.
Modyfikacją stosunku przerywanego jest tzw. karezza, czyli bardzo wydłużony stosunek płciowy mający na celu jak najdłuższe utrzymanie obu osób w fazie silnego pobudzenia, bez wytrysku nasienia (tzw. orgazm suchy).